# Брамли (Мисури)
Брамли (енгл. Brumley) град је у америчкој савезној држави Мисури.

## Демографија
По попису из 2010. године број становника је 91, што је 11 (-10,8%) становника мање него 2000. године.
| Група             | 2000.      | 2010.      |
| Белци             | 88 (86,3%) | 70 (76,9%) |
| Афроамериканци    | 0 (0,0%)   | 6 (6,6%)   |
| Азијати           | 0 (0,0%)   | 0 (0,0%)   |
| Хиспаноамериканци | 4 (3,9%)   | 5 (5,5%)   |
| Укупно            | 102        | 91         |